# George Dern
George Henry Dern (Scribner, 8 de septiembre de 1872-Washington D. C., 27 de agosto de 1936) fue un político estadounidense, que se desempeñó como gobernador del estado de Utah entre 1925 y 1933 y como Secretario de Guerra de los Estados Unidos desde 1933 hasta su fallecimiento.

## Biografía

### Primeros años
Nació en el condado de Dodge (Nebraska), en septiembre de 1872, siendo hijo de John Dern, agricultor, operador de minas e industrial pionero de Nebraska, y Elizabeth Dern. Sus padres eran inmigrantes alemanes.
John fue presidente de Mercur Gold Mining and Milling Company y sin duda tuvo una profunda influencia en George, que seguiría los pasos de su padre cuando ingresara en el negocio de la minería.
Se graduó en el Fremont Normal College de la Universidad de Midland en 1888 y de 1893 a 1894 asistió a la Universidad de Nebraska-Lincoln, sin graduarse. En 1894 acompañó a su familia a Salt Lake City, uniéndose a Mercur Gold Mining and Milling Company, compañía minera donde su padre se desempeñó como presidente. Primero se desempeñó como contador y 1901 fue ascendido a gerente general de la compañía. Trabajando allí también desarrolló un proceso de filtro de limo al vacío y el proceso de tostado Holt-Dern, utilizado por varias empresas mineras. Tras el cierre de la compañía en 1913, ocupó cargos en otras mineras.

### Carrera política
Miembro del Partido Demócrata, en 1914 fue elegido miembro del Senado del Estado de Utah en representación del condado de Salt Lake, ocupando este cuerpo durante dos mandatos (1915-1923). En 1917 promovió la primera ley de compensación para trabajadores del estado.
En 1924 ganó la gobernación del estado, al derrotar al gobernador titular Charles R. Mabey (republicano). Ocupó el cargo por dos términos (1925-1933), reformó el sistema tributario del estado y mejoró el apoyo financiero de las escuelas públicas. También aseguró la ratificación de un convenio del río Colorado. Como presidente de la Conferencia Nacional de Gobernadores (1929-1930), conoció a Franklin D. Roosevelt, entonces gobernador del estado de Nueva York. En 1932 dio un fuerte respaldo a la campaña presidencial de Roosevelt.
Tras el triunfo de Roosevelt, fue nombrado Secretario de Guerra, convirtiéndose en el primer utaheño en ocupar un puesto en un gabinete presidencial. Aunque los asuntos de defensa nacional tenían una importancia secundaria para las preocupaciones domésticas durante estos primeros años del New Deal, logró ampliar y motorizar el ejército. También supervisó la participación del Ejército en el programa del Cuerpo Civil de Conservación e inauguró importantes proyectos de obras públicas hidráulicas realizadas por ingenieros del ejército. Además instó a la construcción de un nuevo edificio para albergar la sede del Departamento de Guerra de los Estados Unidos y aprobó la adquisición de 2.320 aviones en tres años.
Falleció en el cargo, a los sesenta y cuatro años.

### Familia
Su esposa fue Charlotte "Lottie" Brown; La pareja tuvo siete hijos. Fue abuelo del actor Bruce Dern y bisabuelo de la actriz Laura Dern, ambos nominados a los Premios Óscar.